# Proyecto MINARET
El Proyecto MINARET, hermano del Proyecto SHAMROCK, era un programa operado por la NSA, que interceptaba las comunicaciones de entidades e individuos que estaban en una lista que les proporcionaba otras organizaciones gubernamentales. Estas comunicaciones interceptadas eran luego suministradas a otras organizaciones gubernamentales como el FBI, la CIA, la BNDD o el Departamento de Defensa de los Estados Unidos.
No había ninguna vigilancia judicial, y el proyecto no ofrecía ningún tipo de garantías

## Historia
En 1969 bajo la presidencia de Richard Nixon se creó el programa de la NSA para vigilar las comunicaciones de individuos u organizaciones que pudieran "involucrarse en disturbios civiles, movimientos o demostraciones contra la guerra del Vietnam y militares desertores implicados en dicha guerra"
En mayo de 1975 críticos del Congreso empezaron a investigar y expusieron el programa (Comité Church). Como resultado se clausuró dicho proyecto.

## Objetivos
Como objetivos del programa había 1650 ciudadanos estadounidenses, que incluían prominentes críticos contra la Guerra de Vietnam (Ej. Tom Hayden o Jane Fonda), líderes de los movimientos civiles (Ej. Martin Luther King), periodistas (Ej. Tom Wicker), senadores (Ej. Howard Baker y Frank Church), el boxeador Muhammad Ali y en general individuos prominentes que se mostraban críticos con el Gobierno o con ciertos aspectos de la sociedad estadounidense.

## Colaboración del GCHQ
La agencia de inteligencia británica GHCQ colaboró en el programa aportando información sobre varios críticos de la Guerra del Vietnam como Tom Hayden y Jane Fonda.